# الكريف (المخادر)

تعديل مصدري - تعديل

الكريف محلة تابعة لقرية اللميس، التابعة لعزلة جبل عقد بمديرية المخادر إحدى مديريات محافظة إب في الجمهورية اليمنية، بلغ تعداد سكانها 347 حسب تعداد اليمن لعام 2004.